# Berufliche Schulen Groß-Gerau

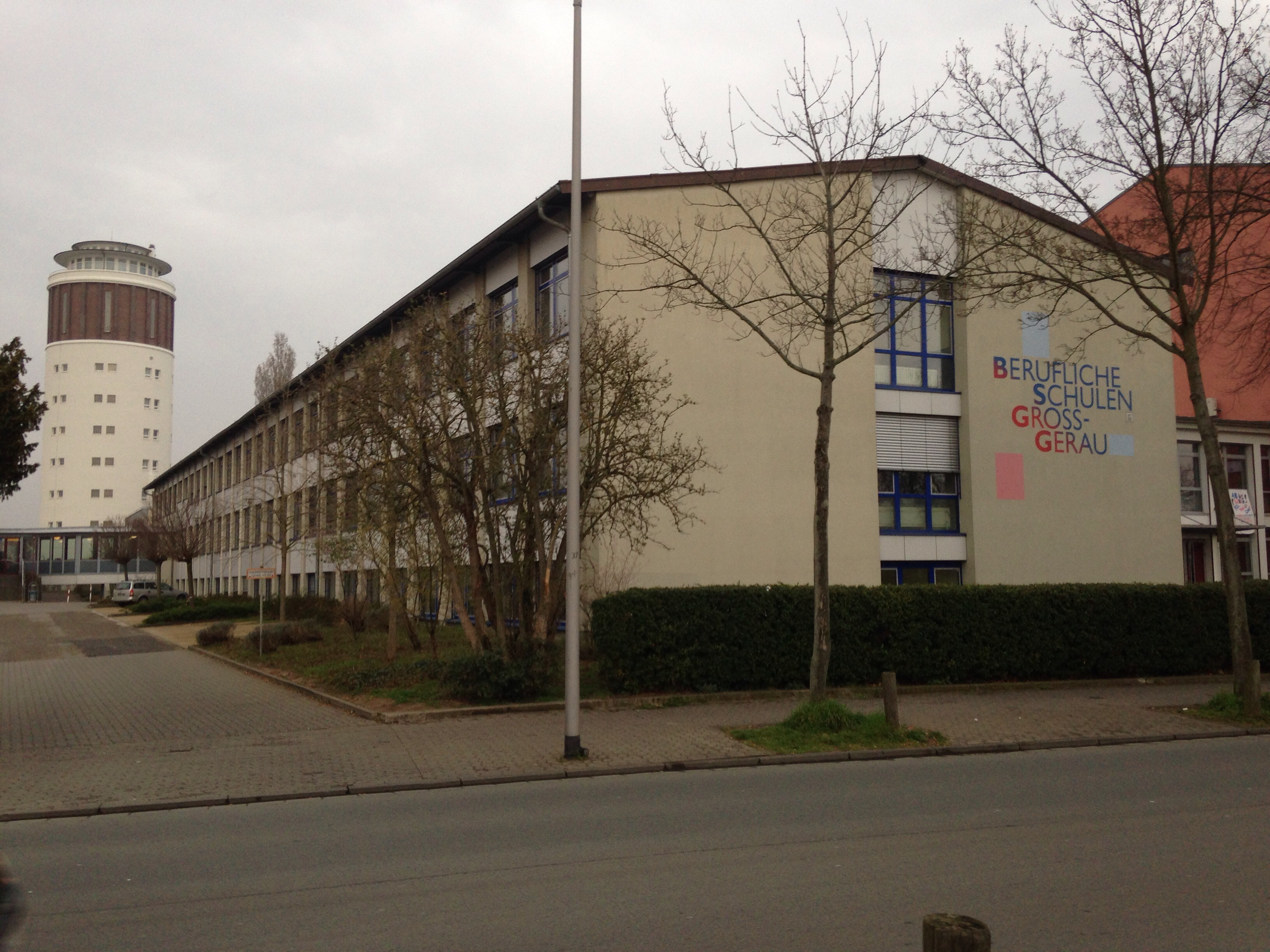
Berufliche Schulen Groß-Gerau

Die Beruflichen Schulen des Kreises Groß-Gerau, kurz: BSGG, sind Berufliche Schulen in Groß-Gerau. Das Wahrzeichen der Bildungseinrichtung ist der direkt neben dem Schulgelände befindliche und weithin sichtbare Wasserturm. Schulträger ist der Kreis.

## Geschichte
1838 begann eine „Handwerker- und niedere Gewerbeschule“ als Sonntags-Zeichenschule. 1846 wurde die „Anstalt für höhere Bildung von Gewerbetreibenden“ eröffnet. 1865 kam es zum Aufbau einer Handwerker-, Winterbau- und Fortbildungsschule durch den Gewerbeverein Groß-Gerau.
1954 erhielt die Kreisberufsschule erstmals seit ihrem Bestehen ein eigenes Schulgebäude entlang der Sudetenstraße. Schulträger wurde nun der Kreis Groß-Gerau. 1956 wurde die Zweigstelle Rüsselsheim selbständige Berufsschule. 1964 wurde das heutige Hauptgebäude mit Turnhalle bzw. Aula entlang der Darmstädter Straße für den Unterrichtsbetrieb freigegeben. 1968 errichtete das hessische Kultusministerium die „Landesstelle Hessen für gewerbliche Berufsförderung in Entwicklungsländern“. Sie wurde der Kreisberufsschule angeschlossen.
1990 wurde die Einrichtung des Beruflichen Gymnasiums als weitere Schulform sowie neue Fachrichtungen und Schwerpunkte an anderen weiterführenden Schulformen genehmigt. 1995 wurde die Opel-Berufsschule aufgelöst und ihre Schüler in beide berufliche Schulen des Kreises integriert. Gleichzeitig erfolgte eine neue Aufteilung der Berufe in den Berufsfeldern Metalltechnik, Elektrotechnik und Wirtschaft. 1997 begann ein alle Gebäude und Einrichtungen umfassender Um- und Erweiterungsbau der Schule.
2005 wurden nach der größten Umgestaltung der Schule seit ihrem Bestehen die Berufsfelder und Schulformen räumlich zusammengefasst, die Infrastruktur auf einen hohen technischen Stand gebracht, die Lehr- und Lernmittel grundlegend modernisiert. Die Gesamtkosten beliefen sich auf rund 18 Mio. Euro.
Im Frühjahr 2020 wurde mit dem Abriss der auf dem gleichen Gelände befindlichen ehemaligen gymnasialen Oberstufe Prälat-Diehl-Schule (PDS) begonnen. Auf diesem nun frei gewordenen Grundstück ist ein Neubau zur Erweiterung der BSGG durch den Kreis GG vorgesehen.

## Unterrichtsangebot
Die BSGG bildet Schüler in den Bereichen berufsqualifizierende Bildungsgänge, studienqualifizierende Bildungsgänge sowie in der Landesstelle Hessen für gewerbliche Berufsförderung in Entwicklungsländern aus.

### Berufsqualifizierende Bildungsgänge
Zu den berufsqualifizierenden Bildungsgängen gehören die klassische Teilzeit-Berufsschule, die Bildungsgänge zur Berufsvorbereitung und die Berufsfachschule.

#### Berufsschule im Dualen System
In insgesamt zehn von vierzehn Berufsfeldern besuchen Auszubildende die Beruflichen Schulen Groß-Gerau.
Hierzu gehören Wirtschaft und Verwaltung, Metalltechnik, Elektrotechnik, Bautechnik, Holztechnik, Farbtechnik und Raumgestaltung, Körperpflege, Gesundheit, Ernährung und Hauswirtschaft sowie Fahrzeugtechnik.
Weiterhin wird in Partnerschaft mit der Hochschule RheinMain die berufsschulische Ausbildung im Rahmen eines Kooperativen Ingenieurstudiums (KIS) in den Bereichen Elektrotechnik (KIS-E) und Mechatronik (KIS-M) durchgeführt.

#### Bildungsgänge zur Berufsvorbereitung
Bildungsgänge zur Berufsvorbereitung (BzB) werden in den Berufsfeldern Metall- und Fahrzeugtechnik, Elektrotechnik, Holztechnik, Ernährung und Hauswirtschaft, Körperpflege, Textiltechnik und Sozialpflege angeboten.

#### Berufsfachschule
Die BSGG bietet eine einjährige Berufsfachschule im Bereich Wirtschaft und eine zweijährige vollzeitschulische Ausbildung in den Bereichen Wirtschaft und Verwaltung, Elektrotechnik und medizinisch-technische und krankenpflegerische Berufe an.

### Studienqualifizierende Bildungsgänge
In diesem Bereich können Schülerinnen und Schüler entweder die Fachoberschule oder das Berufliche Gymnasium besuchen.

#### Fachoberschule
An den Beruflichen Schulen Groß-Gerau wird derzeit ein Besuch der Fachoberschule in den Formen A und B mit den Schwerpunkten Wirtschaft und Verwaltung, Wirtschaftsinformatik sowie Informations- und Elektrotechnik angeboten. Ab dem Schuljahr 2019/20 wird die bisherige Schwerpunktkombination Informations- und Elektrotechnik aufgegeben und durch den Schwerpunkt Informationstechnik ersetzt.
In der FOS Form A ist in der Jahrgangsstufe 11 ein einjähriges gelenktes Praktikum in einem Betrieb an drei Tagen (Montag bis Mittwoch) in der Woche zu absolvieren. An den Tagen Donnerstag und Freitag erfolgt der schulische Teil der Ausbildung. In der Jahrgangsstufe 12 erfolgt eine ausschließlich schulische Ausbildung von Montag bis Freitag.
Schülerinnen und Schüler der Form B verfügen über einen Abschluss in einem einschlägigen Beruf bzw. vergleichbares und besuchen lediglich die Jahrgangsstufe 12.
Bei erfolgreichem Abschluss der Fachoberschule wird die allgemeine Fachhochschulreife erworben.

#### Berufliches Gymnasium
Der Besuch des Beruflichen Gymnasiums ist in den Fachrichtungen  Wirtschaft und Verwaltung, Technik mit den Schwerpunkten Umwelttechnik und Technische Informatik möglich. Nach einem erfolgreichen Durchlauf dieser Schulform wird die allgemeine Hochschulreife, das Abitur, erworben.

### Hessische Landesstelle für Technologiefortbildung
Die Hessische Landesstelle für Technologiefortbildung (Dr.-Frank-Niethammer-Institut) bietet im Auftrag des Hessischen Kultusministeriums Technologiefortbildung für Lehrkräfte, IT-Beauftragte oder pädagogisches Personal an beruflichen Schulen an. Das Angebot richtet sich auch an Mitarbeiter von ausbildenden Betrieben, die im Rahmen der Lernortkooperation mit den beruflichen Schulen zusammenarbeiten.
Die Hessische Landesstelle für Technologiefortbildung führt im Auftrag des Bundesministerium für wirtschaftliche Zusammenarbeit und Entwicklung sowie weiteren Organisationen der Entwicklungszusammenarbeit Fortbildungsprogramme für Fach- und Führungskräfte in den Bereichen Elektrotechnik, Informations- und Kommunikationstechnologie, Erneuerbare Energien und Umwelttechnik sowie Bildungsmanagement durch.